# Acme, Alberta
Acme är en ort i Kanada.   Den ligger i provinsen Alberta, i den centrala delen av landet, 2 800 km väster om huvudstaden Ottawa. Acme ligger 902 meter över havet och antalet invånare är 653.
Terrängen runt Acme är platt. Runt Acme är det mycket glesbefolkat, med 5 invånare per kvadratkilometer.. Närmaste större samhälle är Beiseker, 13,2 km söder om Acme.
Trakten runt Acme består till största delen av jordbruksmark.